# Хоушаньпи (станция метро)
«Хоушаньпи» (англ. Houshanpi; кит. 後山埤) — станция линии Баньнань Тайбэйского метрополитена, открытая 30 декабря 2000 года. Расположена между станциями «Куньян» и «Юнчунь». Находится на территории районов Синьи и Наньган в Тайбэе.

## Техническая характеристика
«Хоушаньпи» — колонная двухпролётная станция. На станции есть четыре выхода, оборудованные эскалаторами. Один выход оснащён лифтом для пожилых людей и инвалидов.  В марте 2017 года на станции были установлены автоматические платформенные ворота.